# Cafè
|  | Per a altres significats, vegeu «Cafè (desambiguació)». |

El cafè o café és la beguda estimulant que s'obté de les llavors d'algunes espècies de plantes del gènere Coffea, que contenen cafeïna, de gust amargant i estimulant. El cafè és la segona mercaderia més comercialitzada al món després del petroli. És un dels principals productes d'origen agrícola que es comercialitzen en els mercats internacionals, i una de les begudes estimulants més consumides arreu del món, després del te. En la campanya de comercialització 2009/2010 l'exportació va representar 15,4 milers de milions de dolars i es van exportar uns 93,4 milions de sacs de cafè. El cafè donava ocupació a 26 milions de persones dins dels 52 països que n'eren productors. Les dues espècies cultivades són Coffea arabica (la qual proporciona el 70% de la producció mundial) i Coffea canefora (sinònim Coffea robusta).
Es creu que l'efecte energètic de la planta de cafè en gra va ser reconegut per primera vegada al Iemen, a Aràbia i al nord-est d'Etiòpia, i el cultiu de cafè es va expandir primer pel món àrab. La primera evidència creïble de consum de cafè apareix cap a mitjans del segle xv, als monestirs sufís del Iemen, al sud de la península Aràbiga. Des del món musulmà, el cafè es va estendre a Itàlia, després a la resta d'Europa, a Indonèsia, i a Amèrica. El cafè ha tingut un paper important en moltes societats al llarg de la història. A l'Àfrica i al Iemen, va ser utilitzat en cerimònies religioses. Com a resultat, l'Església d'Etiòpia va prohibir el seu consum secular fins al regnat de l'emperador Menelik II d'Etiòpia. Durant el segle xvii, va ser prohibit durant l'Imperi Otomà per raons polítiques, i a Europa es va associar amb activitats polítiques rebels. La protecció del cafè enfront de la malaltia del rovell causat per Hemileia vastatrix va ser fins i tot un element clau en la geopolítica de la guerra freda. Com que als anys 50 l'economia de l'Amèrica Llatina i d'altres aliats depenia del cafè, els EUA van establir un programa de cooperació específic per assegurar-ne la producció i que els països productors es mantinguessin dins la seva òrbita.
El conreu del cafè es troba molt desenvolupat a nombrosos països tropicals, especialment al Brasil, que des de fa temps acumula una mica més d'un terç de la producció mundial de cafè. Els anys 1998 i 2000 es produïren aproximadament un total de 6,7 milions anuals de tones de cafè. S'estima que la producció s'aproparà als 7 milions de tones anuals l'any 2010.

## Etimologia

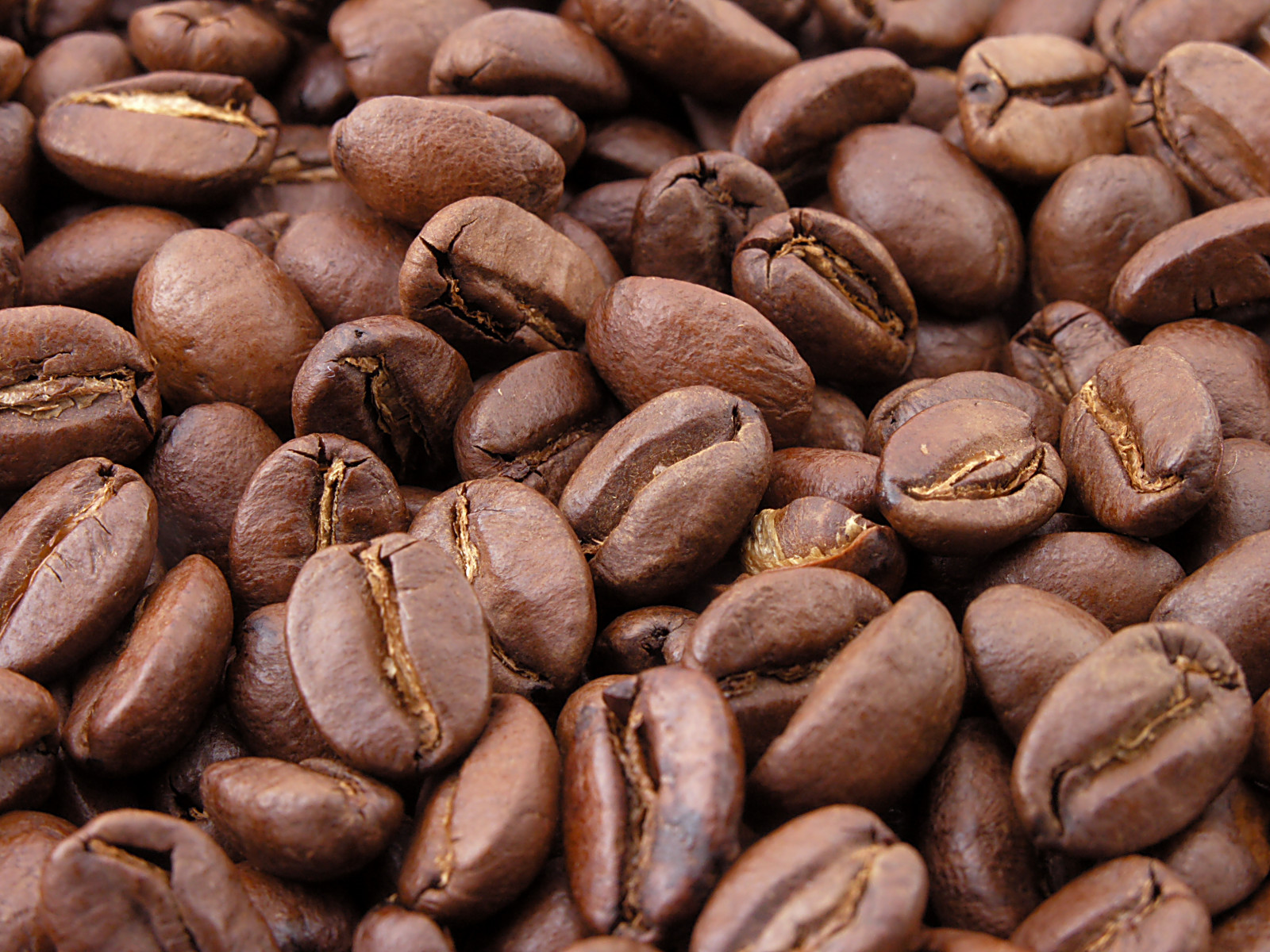
Grans de cafè torrats

Es creu que els àrabs van començar a beure cafè al segle xv, però a principis del segle xvi la beguda va ser prohibida perquè es considerava que violava els principis de l'Alcorà, car curiosament s'identificava el cafè amb el vi. A partir de llavors, el consum del cafè va augmentar vertiginosament a tot el món àrab, ja que es va estendre per Egipte, Síria i Turquia. Els àrabs anomenaven el cafè amb el mateix nom genèric que tenia el vi, kahwah, però quan la infusió arribà a Turquia, el nom es transformà en kahvé.
Quan els mercaders venecians van introduir el producte a Europa, el nom va canviar novament a caffé i el mot es va estendre al català, al castellà, al francès i al portuguès en la forma café, a l'alemany, Kaffee, a l'anglès, coffee i al suec, kaffe.
El principi actiu del cafè és la cafeïna, un alcaloide estimulant de la família metilxantina, químicament molt similar a la teofil·lina – present en el te i en l'herba mate – i a la teobromina del cacau.

## Requeriments climàtics
El rendiment agrícola, expressat en gra verd, de C. arabica està molt relacionat amb la variabilitat climàtica i, per tant, molt influïda per les oscil·lacions climàtiques naturals. Per a C, arabica la temperatura mitjana anual considerada òptima va de 18 a 21 °C, o fins a 24 °C. Per sobre de temperatures mitjanes anuals de 23 °C, el desenvolupament i la maduració dels fruits s'accelera, sovint portant a la pèrdua de qualitat de la beguda, encara que en algunes localitats temperatures més altes (24-25 °C) encara poden produir rendiments satisfactoris, com ocorre al nor-est del Brasil. L'exposició contínua a temperatures tan altes com els 30 °C porta a un estrès en la planta, que es manifesta en forma de creixement deprimit i anormalitats, com l'engroguiment de les fulles i la presència de tunors en la tija. En regions amb una temperatura mitjana anual per sota de 17-18 °C el creixement també queda deprimit. Si hi ha glaçades, fins i tot si són esporàdiques, poden limitar fortament l'èxit econòmic d'aquest conreu. Les relacions entre els paràmetres climàtics i la producció agrícola és complicat perquè els factors ambientals influencien el creixement i el desenvolupament de les plantes de cafè de diferents maneres durant els diversos estadis de creixement de les plantes.
El Panell Intergovernmental del Canvi Climàtic prediu que les temperatures globals pujaran 1,8 °C a 4 °C per al final del segle XXI. Aquest augment pot posar en perill la indústria del cafè en les dècades vinents.

## Descripció morfològica

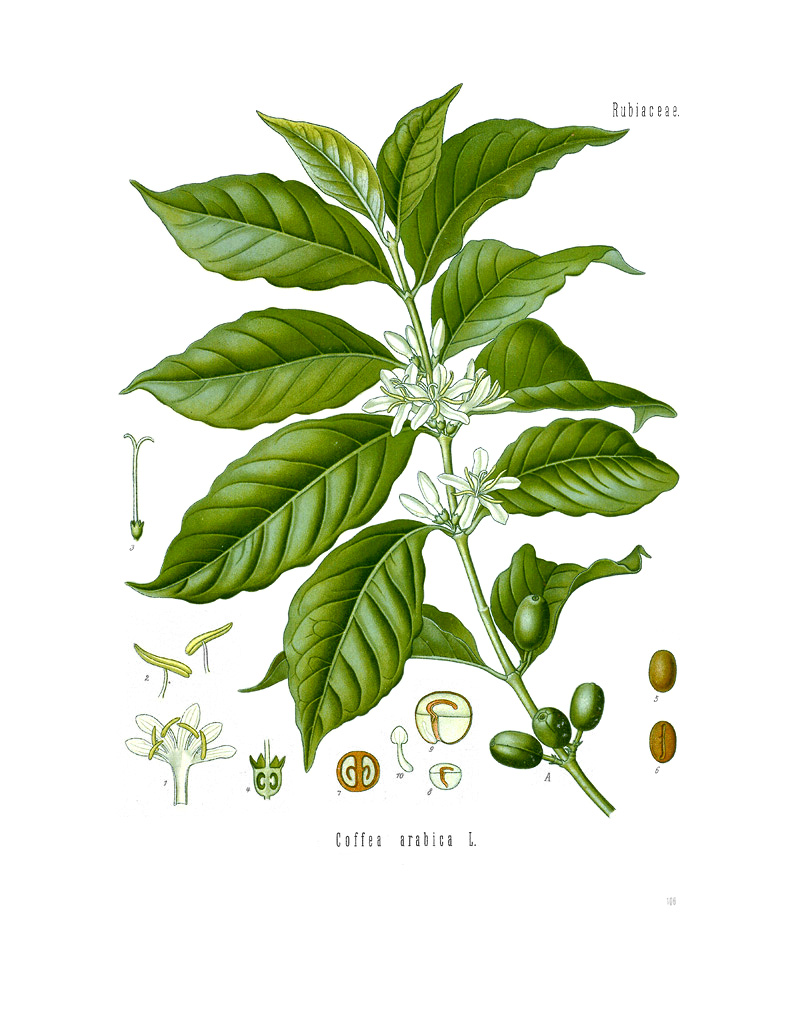
Diagrama de la planta de cafè aràbic

La planta del cafè té flors estel·liformes blanques i oloroses, de fulles persistents de color verd fosc i fruits de la mida d'una cirera. El conreu del cafè és fonamental en molts països del món.
Els arbusts de cafè són de tipus perenne, llenyós i d'una tija resistent.

### Tija
L'arbust del cafè està compost generalment d'una sola tija o eix central. La tija exhibeix dos tipus de creixement: un que fa créixer l'arbust verticalment i l'altre de forma horitzontal o lateral. El creixement vertical o ortotròpic és originat per una zona de creixement actiu o la púmula a l'àpex de la planta que va allargant-la durant tota la seva vida, formant la tija central, nusos i entrenusos.
Dels primers nusos, del 9 a l'11 d'una planta jove, només broten fulles. A partir d'aquí aquesta comença a emetre branques laterals. Aquestes branques de creixement lateral o plagiotròpic s'originen d'unes gemmes que es formen a les axil·les superiors de les fulles. En cada axil·la es formen dues o més gemmes una sobre les altres. De les gemmes superiors es desenvolupen les branques laterals que creixen horitzontalment. La gemma inferior, sobretot anomenada accessòria, dona origen a nous brots ortotròpics. Usualment aquesta gemma no es desenvolupa si no és perquè la tija principal sigui podada.
La mort de la gemma apical és causada per un atac de malalties, insectes, deficiències nutricionals o altres, que poden causar la desactivació de les accessòries. Aquestes creixen de manera horitzontal, després es dobleguen i creixen verticalment formant una branca ortotròpica formant fulles i branques laterals. No és fins que la tija principal es torna suficientment madura, que s'emeten les branques laterals. En la part inferior del tronc on ja no hi ha fulles es formen aquestes boles que en podar o doblegar la tija broten de nou substituint a l'anterior. Així, podem dir que el cafè exhibeix un dimorfisme únic en el seu creixement vegetatiu.

### Branques
Les branques s'originen a partir de les axil·les de les fulles en la tija central. Aquestes branques s'allarguen contínuament produint a mesura que l'eix central s'allarga i madura. El creixement d'aquestes i la divisió de noves laterals en forma oposada i decussada donen lloc a una planta de forma cònica.
Les branques primàries plagiotròpiques donen origen a altres branques que es coneixen com a secundàries i terciàries. En aquestes branques es produeixen flors i fruits.
Una branca lateral no té el poder de regeneració que té la tija.
En el cas de la propagació vegetativa, si es planta una branca ortotròpica, s'obté una planta normal; en cas contrari, si fos una branca plagiotròpica, obtindríem una planta baixa i compacta amb només branques laterals.

### Arrels
De la mateixa manera que a la tija hi ha un eix central, a l'arrel també hi ha un eix pivotant que es desenvolupa de forma cònica. Pot adoptar fins a un metre de profunditat si les condicions del sòl ho permeten.
De l'arrel pivotant surten dos tipus d'arrels: unes són fortes i vigoroses que creixen en sentit lateral que ajuden a l'ancoratge de l'arbust i unes altres de caràcter secundari i terciari. Normalment aquestes es coneixen com a pèls absorbents.
Un 94% de les arrels es troben al primer peu de profunditat al sòl. Les arrels laterals poden estendre's fins a un metre allunyades del tronc. Generalment la longitud de les arrels coincideix amb la llargada de les branques.

### Fulles

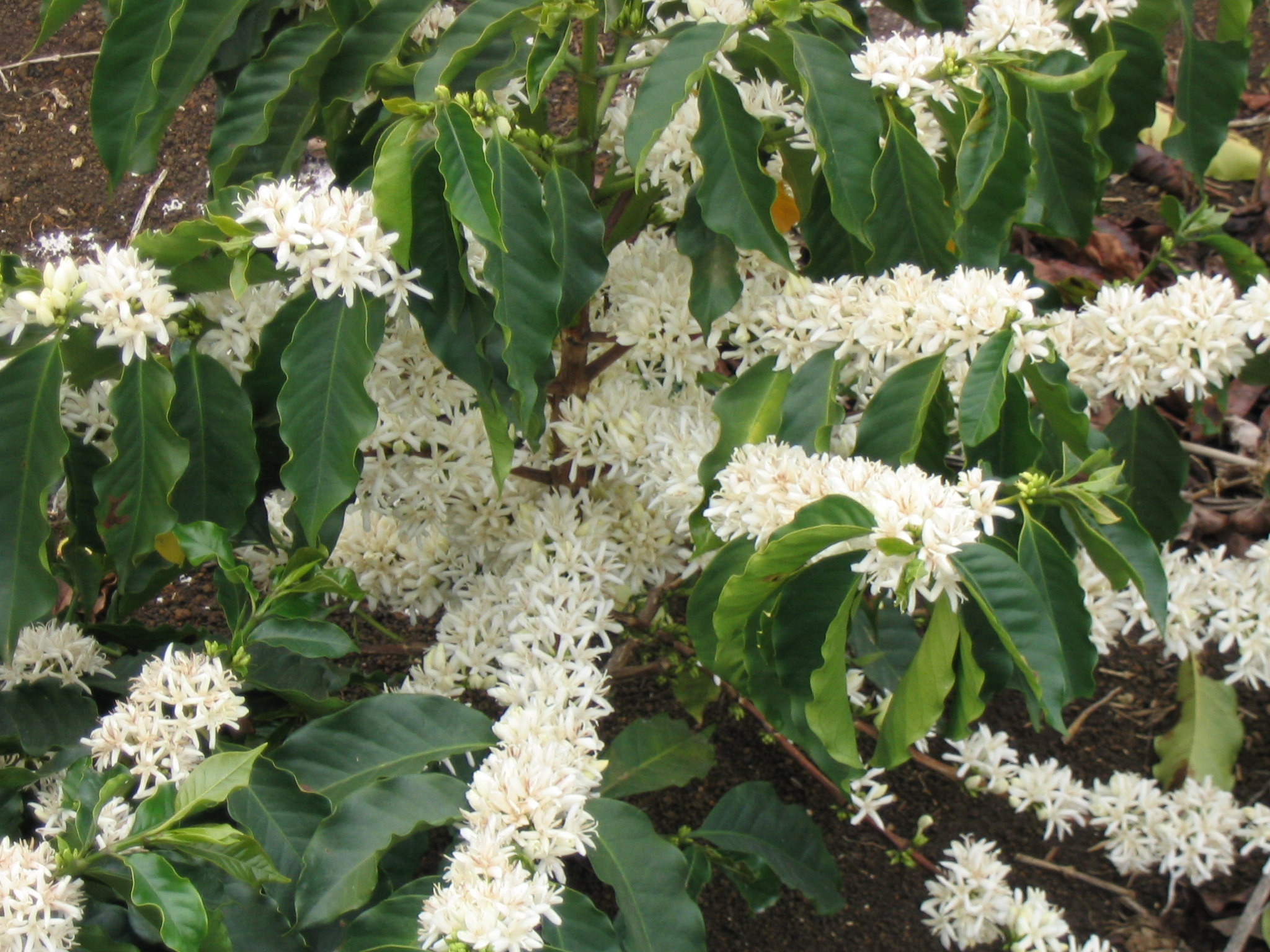
Flors de Coffea arabica. El seu nom comú és cafè, cafet o cafeter. Aquesta planta habita en boscos molt humits.

Les fulles apareixen a les branques laterals en el mateix pla i en posició oposada. Tenen un pecíol curt, pla en la part superior i convexa en la inferior. La làmica és de textura fina, forta i ondulada. La seva forma varia d'ovalada a lanceolada. El feix de la fulla és de color verd brillant i verd clar mate de l'altre cantó. En la part superior de la fulla les venes són enfonsades i prominents a la cara interior. La seva mida varia de 3 a 6 polzades de llargada.
La vida de les fulles en aquesta espècie és de 7 a 8 mesos.

### Inflorescència
Les flors són petites, de color blanc i olor fragant. Els cinc pètals de la corol·la s'uneixen formant un tub. El nombre de pètals pot variar de 4 a 9 depenent de l'espècie i la varietat. El calze està dividit de 4 a 5 sèpals.
Les protuberàncies florals apareixen generalment als dos o tres anys depenent de la varietat. Neixen a les axil·les de les fulles de les branques laterals. Aquestes tenen capacitat d'evolucionar en ramificacions. La florida no arriba a la seva plenitud fins al quart o cinquè any.
La inflorescència del cafè té un eix molt curt que posseeix un nombre variat de flors, en C. arabica de 2 a 9. Com a norma general es formen en el teixit produït l'any anterior. En les parts lignificades de l'arbust que en posseeixin d'un a 3 anys apareixen en gran nombre.
El 94% de la pol·linització és autopol·linització i només en un 6% pot ser una pol·linització creuada.

### Fruit

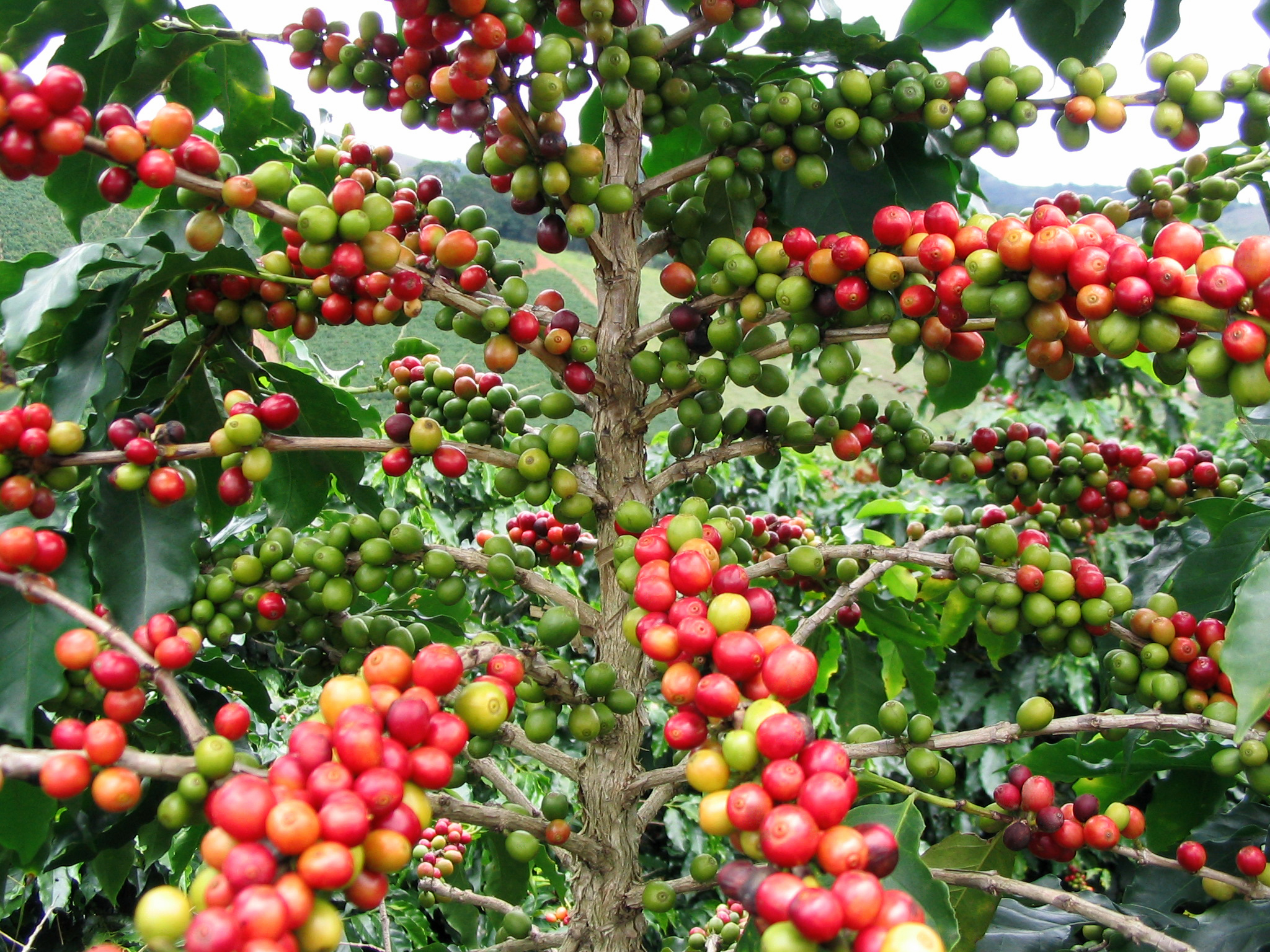
Fruits del cafet (Coffea arabica) madurant

Estructura del fruit i del gra de l'arbre del cafè: 1: tall central 2: grà de cafè (endosperma) 3: pell platejada (tegument) 4: pergamí (endocarpi) 5: capa de pectina 6: polpa (mesocarpi) 7: pell exterior (pericarpi)

El fruit és la drupa. És de forma ovalada o el·lipsoidal, lleugerament aplanada. Conté normalment dues llavors planes convexes separades per un surc intern de l'ovari. Poden presentar-se tres llavors o més en cas d'ovaris tricel·lulars o pluricel·lulars o per falsa poliembrionia (quan els ovaris bicel·lulars presenten més d'un òvul en cada cèl·lula). A causa de l'avortament d'un òvul es pot originar un fruit d'una sola llavor.
El fruit és de color verd al principi, després es torna groc i finalment vermell encara que algunes varietats maduren en color groc.
Les parts del fruit des de l'exterior cap a l'interior són:
- Epicarpi (cutícula, closca, polpa) - de color vermell o groc en la seva maduresa i envolta totes les altres parts del fruit.
- Mesocarpi (mucílag, baba) - de consistència gelatinosa i color cremós.
- Endocarpi (pergamí) - coberta de color crema a marró que envolta la llavor.
- Espermoderma (pel·lícula platejada) - envolta la llavor (integument seminal).
- Endosperma - la llavor pròpiament constituïda.
- Embrió - localitzat a la superfície convexa de la llavor i representat per un hipocòtil i dues cotiledònies.

La llavor o cotiledònia té un solc al centre del costat pla per on s'uneixen les dues llavors. El gra o llavor té un extrem que acaba de forma punxeguda, on es troba l'embrió.
El fruit és la droga, la part utilitzada de la planta del cafè.

## Reproducció
Es propaga per llavors i floreix dues vegades a l'any.

## Botànica dels cafès
Els cafets són arbustos generalment de les regions tropicals del gènere Coffea de la família dels Rubiacis. Dos són les espècies que s'utilitzen per a la preparació de la beguda, encara que també s'han provat altres espècies del gènere Coffea sense gaire èxit ni difusió.
- Coffea arabica o cafet aràbica és la que es conrea des de més antic i representa el 75% de la producció mundial de cafè. Produeix un cafè delicat i aromàtic, necessita un clima més fresc. El cultiu de l'aràbica és més delicat, menys productiu i està reservat a terres altes de muntanya, aproximadament entre els 700 i els 2.000 metres. Originari d'Etiòpia. Actualment es produeix molt a països com: Brasil, Camerun, Colòmbia, Costa Rica, Cuba, l'Equador, Guatemala, Haití, Jamaica, Java, Kenya, Mèxic, el Perú, Puerto Rico, República Dominicana, El Salvador, Tanzània i Veneçuela.

- Coffea canephora o cafet robust (o robusta) ofereix una beguda rica en cafeïna, forta i més àcida. S'utilitza habitualment per a la fabricació de cafè soluble o instantani i mescles. El robust s'adapta a terrenys plans amb rendiments més elevats. Originari del Congo Belga (actualment República Democràtica del Congo). Actualment és cultiva a l'Àfrica (Costa d'Ivori, Angola i República Democràtica del Congo), l'Índia, Indonèsia, Madagascar, el Brasil i les Filipines. És més resistent que l'aràbic (d'ací el seu nom de "robust").

Encara que sigui tècnicament possible produir varietats de cafè genèticament modificades, que continguen un gen tòxic per als insectes o que produïsquen un gra sense cafeïna, cap es comercialitza de moment. L'única experiència de plantació en ple camp organitzada pel CIRAD a la Guaiana Francesa fou destruïda per alguns militants anti-OGM.
La principal malaltia del cafè és causada pel fong Hemileia vastatrix, o Urediniomycetes del cafè , que dona una coloració característica a les fulles i impedeix la fotosíntesi de la planta. El 1869, aquest paràsit va destruir completament, per un període de 10 anys, les plantacions de Sri Lanka, abans pròsperes. Després d'això, aquest paràsit va passar a ser ubic. Prolífer sobretot a les plantes d'aràbica. El robust o robusta sembla bastant resistent.
Els escòlids del cafè (Stephanoderes hampei) ataquen indiferentment les plantes de robusta i aràbica destruint-ne els grans. L'amenaça que representen aquests insectes és considerable, a més que la seua resistència als insecticides s'incrementa.

## Història

### Llegenda
La llegenda més estesa diu que va ésser un pastor etíop anomenat Kaldy qui va observar un comportament anòmal en els seus animals, principalment cabres, després de menjar fulles d'un arbust En apropar-s'hi, va descobrir que havien estat menjant les baies vermelles d'una planta d'aquells encontorns. Sense encomanar-se a Déu ni al diable va provar ell mateix les susdites baies i, al cap d'uns moments, va començar a sentir-se extraordinàriament animat i enfortit. Convençut que es tractava d'un miracle, va córrer en direcció a un monestir proper per explicar el que havia passat a l'abat que hi havia, al mateix temps que li mostrava unes baies que havia portat al sarró. L'abat, tement que fos obra del dimoni, va tirar les baies al foc i una aroma exòtica i desconeguda es va difondre per tota l'estança. Llavors, l'abat, convençut que tot allò era obra de Déu, va ordenar que els grans fossin immediatament rescatats del foc per a continuació, barrejar-los amb aigua per tal que tots els monjos del monestir poguessin compartir el miracle.

### Orígens
L'arbust que dona els grans de cafè és oriünd d'Àfrica, concretament d'Abissínia. Des d'allà fou introduït a Kenya i, més tard, tribus nòmades el donaren a conèixer més al nord. Les primeres plantacions van aparèixer a la península Aràbiga, exactament a l'actual Iemen. Tot això s'esqueia entre els anys 500 i 900. Durant tot aquell temps va passar de ser recomanat com a medicina a estar prohibit, però de mica en mica, va esdevindre una beguda ritual: com a cortesia per parlar d'alguna cosa o per fer un tracte, en establiments comercials per donar la benvinguda als clients o a casa tots sols. Inicialment es prenia en forma de pasta barrejant el gra sec amb mantega salada i, posteriorment, es va començar a prendre en forma d'infusió (es torraven els grans en una paella i, un cop torrats, tan sols feia falta moldre'ls per preparar la infusió). Aquesta forma de consum es divulga des d'Aràbia fins a Constantinoble passant pel Iemen, Pèrsia i l'Orient Mitjà.
Els primers a veure el potencial de la nova beguda foren els mercaders venecians a mitjan segle xvi o a principis del xvii, tot i que els àrabs en van guardar molt bé el secret sense donar opció als europeus de plantar-ne amb èxit ni una llavor. Nogensmenys, la primera cafeteria europea va obrir a Itàlia l'any 1645. Els holandesos van ésser els primers europeus a aconseguir les primeres plantes de cafè i així en va començar el conreu a l'illa de Java i, posteriorment, a les illes veïnes de Sumatra, Cèlebes i Ceilan. Cap a l'any 1711 s'iniciaren les exportacions de cafè indonesi des de Java en direcció als Països Baixos. I van ser un cop més els holandesos, juntament amb els francesos els que portaren la planta a Amèrica: Martinica, Guaiana, Haití, les Antilles, etc. Els castellans en van ser els introductors a Puerto Rico, Cuba, Colòmbia i, finalment, a les Filipines. Al Brasil, que avui dia n'és el primer productor mundial, foren els portuguesos els qui l'introduïren.

## Producció cafetera

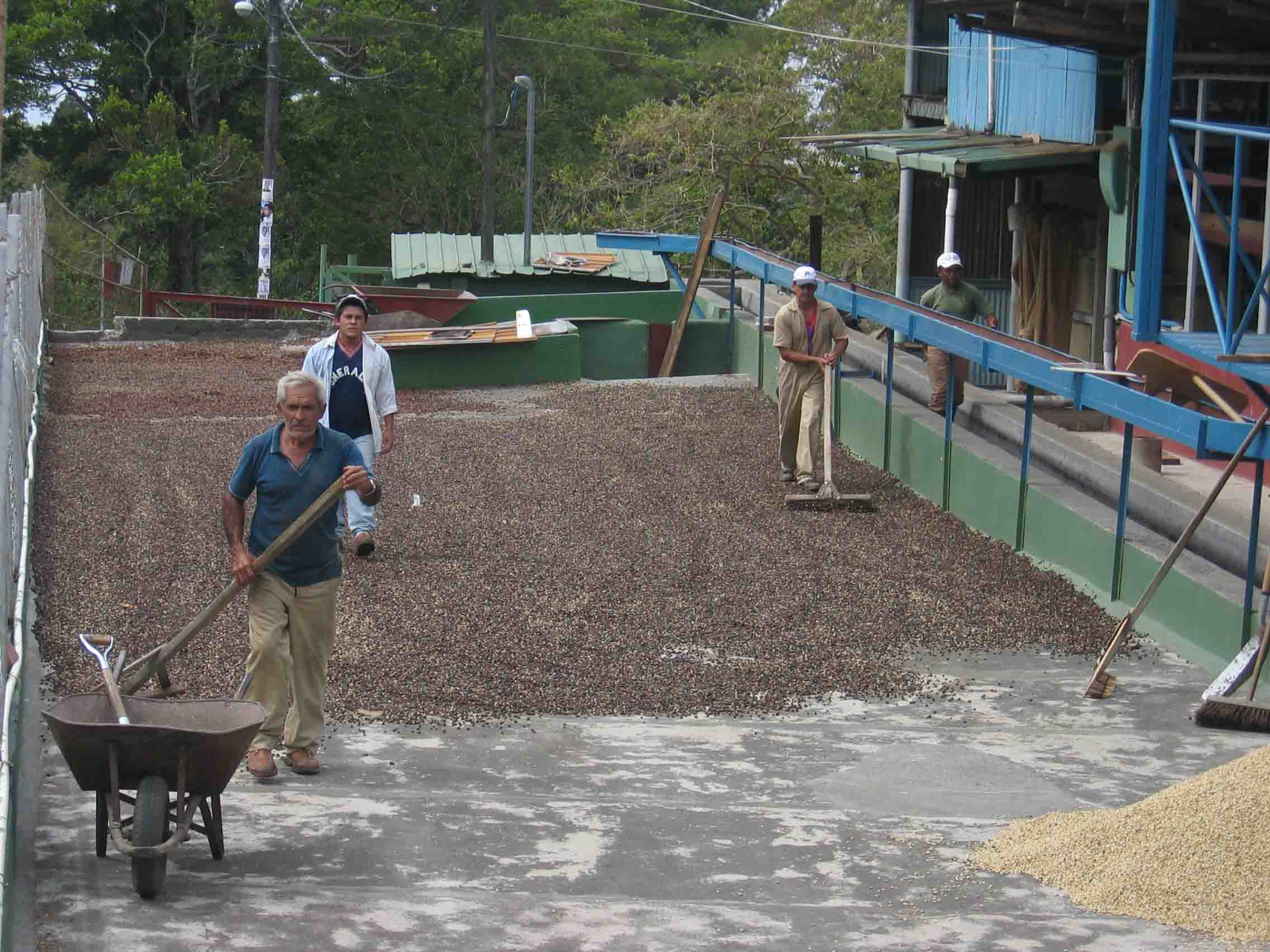
Assecatge manual del cafè a Panamà

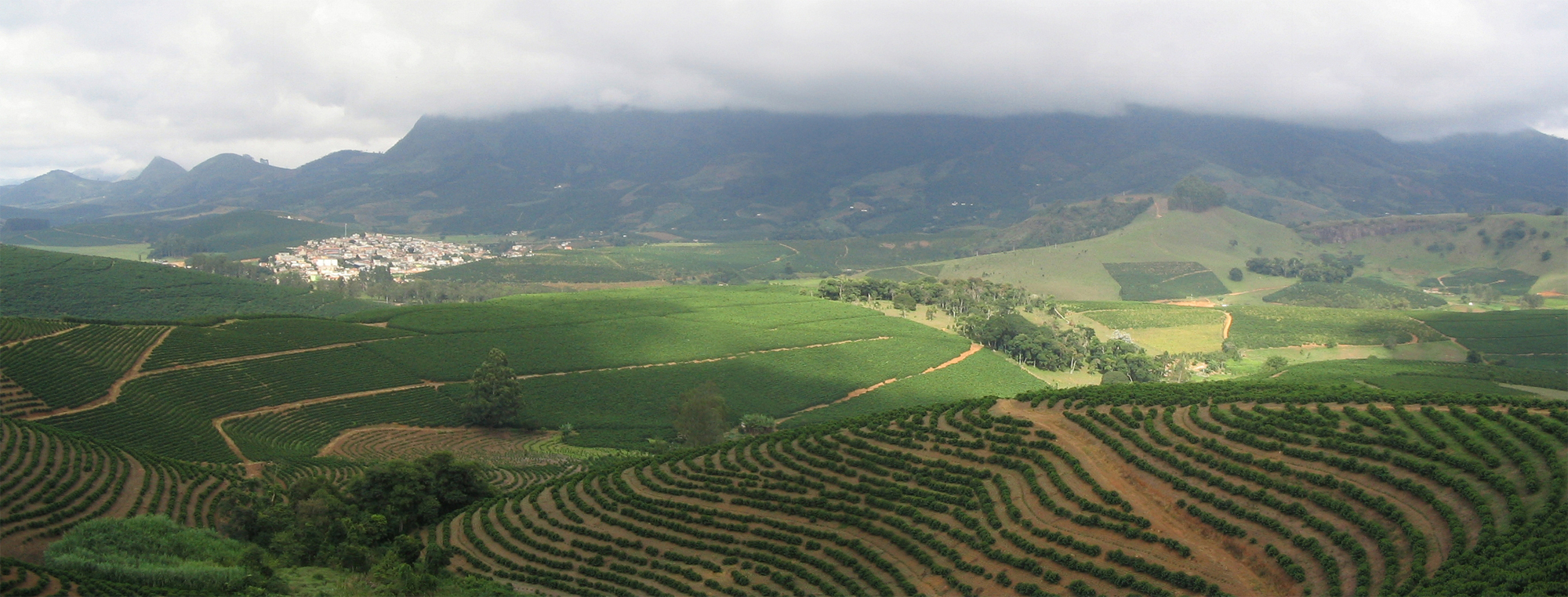
Cafetar a Minas Gerais (Brasil)

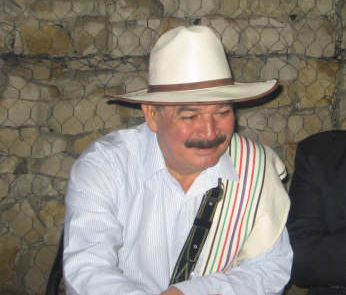
Juan Valdez, icona del cafè de Colòmbia

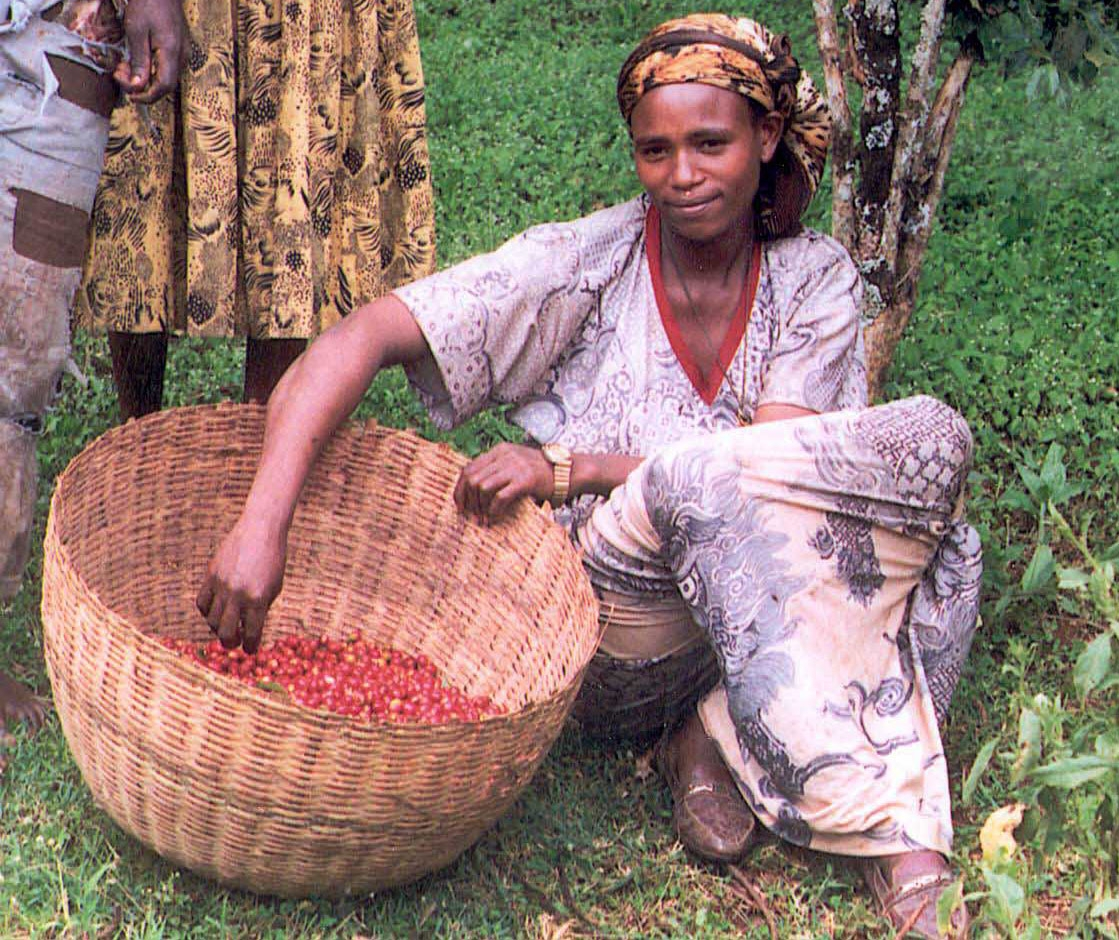
Dona recol·lectant cafè a Etiòpia

N'hi ha quatre grans zones productores: l'Amèrica Central i les Antilles, Sud-amèrica, Àfrica i el Sud-est asiàtic i Oceania.

### Amèrica CentraliAntilles
- Costa Rica té un dels millors climes i sòls (d'origen volcànic) per a la producció de cafè d'excel·lent qualitat; la seua producció de cafè normalment arriba als dos milions i mig de sacs.[26][27]

- Cuba conrea només la varietat arabica i dona un producte suau i amb poca acidesa; les collites poden arribar a mig milió de sacs.[28][29]

- República Dominicana. S'hi conreen les varietats de Coffea arabica, Bourbon, Mundo Novo i Typica; la producció pot arribar al milió de sacs.[30][31]

- Guatemala. Els seus cafès són molt apreciats perquè tenen molt de cos, bona acidesa i matisos de xocolata[32][33]

- Haití. Els cafès d'aquest país són dolços i suaus, amb molt cos i poca acidesa; la principal zona cafetera és al nord del país i, pel que fa a la collita, pot superar el mig milió de sacs.[34]

- Hondures. Els cafetars d'aquest país van patir les devastacions causades per l'Huracà Mitch però, tot i així, compta amb una collita de més de dos milions de sacs.[35][36]

- Jamaica. Té una producció al voltant dels vint mil sacs de cafè arabica anyals. El Japó, amb el 85% de la producció, n'és el gran consumidor; el 15% restant va destinat a la resta de països consumidors.[37]

- Mèxic. Amb més de quatre milions de sacs, les regions cafeteres més importants són Chiapas -amb varietats com Tapachula-, Veracruz, Huatusco, Orizaba, Oaxaca i Tuxtlas.[38]

- Nicaragua. És molt coneguda la varietat Maragogype, mot amerindi que fa referència a la mida dels grans, ja que són realment enormes. La collita pot arribar a superar-ne els 700.000 sacs.[39]

- Panamà. El seu cafè és molt conegut pel color verd intens, per l'aroma molt agradable, pel poc cos tirant a lleuger suau, però de molt bona acidesa d'ús dolç; hi destaca la varietat Gourmet Volcán Barú. És un cafè molt apreciat pels països escandinaus.[40][41]

- Puerto Rico. El cafè hi fou introduït l'any 1736, encara que va ésser relegat a segon terme pel sucre i el blat de moro durant molts anys.[42][43]

- El Salvador. Produeix gairebé tres milions de sacs, quantitat que representa més del 90% de les seues exportacions. És un cafè de molt bona qualitat, destacant principalment el conegut per la marca El Pipil (cafè orgànic molt famós).[44][45]

### Sud-amèrica
- Bolívia. Les principals plantacions, tot i que petites i no gaire accessibles, s'hi troben prop de la frontera amb el Perú on es conrea la varietat Coffea arabica. Produeix al voltant de dos-cents mil sacs de cafè.[46][47]

- Brasil. La producció de cafè és un dels pilars de l'economia brasilera, ja que, amb uns vint-i-cinc milions de sacs, és el país amb més conreu d'aquesta planta del món. Això suposa que més del 60% que se'n consumeix mundialment prové d'aquest país. La major part del cafè que s'hi produeix prové de les varietats arabica i robusta.[48][49]

- Colòmbia (vegeu Eix cafeter). Hom diu que aquest país produeix el millor cafè del món, tant per la considerable producció -uns tretze milions de sacs- com per la qualitat.[50][51]

- Equador. El cafè s'hi conrea fins als 2.400 metres d'altitud i la collita pot superar els dos milions de sacs.[52][53]

- Paraguai. Produeix una quantitat petita de cafè de la varietat Coffea arabica: 250.000 sacs.[54]

- Perú. El cafè és el producte agrícola amb més producció d'aquest país: més d'un milió i mig de sacs de mitjana.[55][56]

- Veneçuela. Les zones cafeteres aprofiten la serralada dels Andes per produir grans de la Coffea arabica. La producció total supera el milió de sacs.[57]

### Àfrica
La major part dels països africans són conreadors i productors de Coffea robusta.
- Angola. La darrera guerra civil d'aquest país va acabar amb el 95% de la seua producció de cafè i és per això que, a hores d'ara, és molt difícil aconseguir-ne.[58]

- Benín. L'exportació de cafè es va reduir a zero entre 2006 i 2007.

- Burundi. El principal conreu d'aquest país és el cafè (va representar el 78,5% de les seues exportacions el 1997) i la major part dels cafetars se situen a la frontera amb Ruanda (a la regió de Buyendi) (el 90% pertanyent a la varietat Coffea arabica).[60][61][62]

- Camerun. Dels gairebé dos milions de sacs de producció, dues parts són de la varietat robusta i la resta arabica. El 85% de la producció es conrea de forma ecològica i es ven a través de cooperatives.[63]

- República Centreafricana. Ven la major part de la seua producció a França (antiga metròpoli colonial) i a Itàlia. És un país membre de l'OAMCAF (African and Malagasy Coffee Organization).[64]

- República del Congo. Se n'hi produeix uns vint mil sacs de la varietat robusta.[65]

- República Democràtica del Congo. La seua producció supera el milió de sacs, principalment de la varietat robusta (Marchand). També en produeix d'arabica (Maragogype), un 16%.[66]

- Costa d'Ivori. Aquest país en produeix tres milions i mig de sacs. El cafè és la principal font d'ingressos per a les famílies del sud-est del país i la producció es destina al mercat francès.[67]

- Guinea Equatorial. El seu cafè fou molt conegut a la major part dels Països Catalans quan aquest país era una colònia espanyola.[68]

- Etiòpia. El país on es va originar el conreu del cafè és la llar de prop de 12 milions de persones que s'hi dediquen i això li ha valgut esdevenir el cinquè productor mundial de la varietat Coffea arabica. La major part dels cafès etíops són dins de la varietat Djimmah (de la zona de la província de Kaffa) i Illubador.[69][70]

- Gabon. Després de la caiguda de preus del cafè a la fi de la dècada de 1980, els petits agricultors del centre del Gabon no han tingut gaires incentius per continuar conreant-ne: temps enrere se'n produïen 30.000 sacs anyals i la temporada 2006-2007 només se'n van exportar 700 sacs.[71]

- Guinea. Abans superava els cents mil sacs de molt bona qualitat, però a causa de la seua actual situació política no se'n troba amb facilitat als mercats internacionals. La seua minsa producció s'exporta als mercats francès i italià.[72]

- Kenya. És un dels països més avançats, tecnològicament parlant, ja que se n'hi han creat noves varietats com la Riuru 11, menys costosa i més resistent però, això sí, de grans d'una qualitat inferior però amb tècniques de conreu, recollida i selecció molt avançades. Supera de llarg el milió de sacs.[73][74]

- Madagascar. No n'hi ha regulació en el sector, fet que va en detriment de la quantitat i la qualitat del producte. En té una producció, si fa no fa, del milió de sacs que exporta a Sud-àfrica, Líbia, els Estats Units, Luxemburg, França i Bèlgica.[75]

- Malawi. Se n'hi produeix més de cent mil sacs de Coffea arabica de molt bona qualitat en petites parcel·les de terreny que s'exporten a Suïssa, els Països Baixos, els Estats Units i el Japó.[76]

- Nigèria. Compta amb una producció que supera els vint-i-cinc mil sacs de Coffea robusta.[77]

- Ruanda. En produeix més de cinc-cents mil sacs (principalment de Coffea arabica), representa el 75% dels ingressos de les exportacions i la majoria dels productors són petits agricultors.[78][79][80]

- Sierra Leone. La producció és reduïda per la seua inestabilitat política; havia arribat, temps enrere, als cent mil sacs.[81]

- Tanzània. El cafè que més s'hi produeix és la varietat robusta, tot i que cada cop més té més importància la varietat arabica. La seua producció total s'apropa al milió de sacs i s'exporta a Alemanya, el Japó, Itàlia, Bèlgica i França.[82][83]

- Togo. És productor de cafès de la varietat robusta que són emprats per a fer cafès instantanis o barreges de cafès expressos.[84]

- Uganda. El 95% de la collita anyal de cafè és de la varietat robusta (aquesta varietat es va originar en aquest país), la qual cosa suposa una mitjana de dos milions i mig de sacs de bona qualitat que s'exporten a Europa (principalment al mercat alemany).[85][86][87]

- Zàmbia. Produeix al voltant dels quinze mil sacs de Coffea arabica. En general, produeix bons cafès per combinar-los i admeten un torrat elevat per a l'exprés.[88][89]

- Zimbàbue. L'altitud d'aquest país li permet conrear cafè arabica de molt bona tassa, qualitat, acidesa i aroma.[90][91][92]

### Sud-est asiàticiOceania
Austràlia
És un país de producció cafetera recent i reduïda que elabora un cafè molt suau i intens en aroma per al seu mercat intern, tot i que n'exporta una petita quantitat al Japó. Les regions productores són els estats de Queensland i Nova Gal·les del Sud. Atès que els conreus són situats a una altitud no gaire elevada, el cafè resultant no és amarg i té un toc d'avellana i xocolata.
Xina
És un país on no és gaire freqüent el consum de cafè. Tot i això, a la regió de Yunnan se'n produeix de la varietat arabica.
Hawaii (Estats Units)
Fou Samuel Ruggles, un missioner, qui va introduir-hi l'arbust del cafè l'any 1899. Les favorables condicions climàtiques van afavorir que la producció augmentés de forma molt ràpida fins que la supressió dels aranzels del sucre va relegar el conreu del cafè a una posició secundària. La zona de Kona és la que produeix la major part de la collita de Coffea arabica i es comercialitza en barril de roure de 14 kg i sota el nom Hawaii Kona Konakai Kealakekua.
Índia
Produeix més de dos milions i mig de sacs de cafè, essent-ne la major part Coffea robusta. Els cafetars se situen als estats del sud: Karnataka, Kerala i Tamil Nadu.
Indonèsia
N'és un gran productor, principalment de robusta. Moltes collites superen els sis milions i mig de sacs. Pel que fa a les denominacions, n'hi ha l'Old Government, l'Old Brown i l'Old Java (la millor). Desglossant per illes, Sumatra és la que n'hi produeix la major part dins de la gamma de cafès amb matisos de xocolata i amb molt de cos. Pel que fa a Java, aquesta va ésser una de les primeres illes del país on s'introduí el cafè. La Java arabica és la més coneguda. Cèlebes produeix cafè arabica elaborat amb el sistema de beneficiado sec. També s'hi conrea arabica a Bali, Timor i Flores.

Papua Nova Guinea
S'hi conrea la varietat arabica per damunt dels 1.300 metres d'altitud i la producció se situa al voltant d'un milió de sacs que s'exporten als mercats d'Alemanya, Austràlia, el Japó, els Estats Units i la Gran Bretanya. Els cafès d'aquest país es coneixen com a Arona, Okapa, Valley, Gumanch, Tremearne i Sigri.
Filipines
Els seus cafès són coneguts per la seua força i la poca acidesa. En produeix al voltant dels 750.000 sacs que són exportats al Japó, Singapur, Alemanya, els Països Baixos, Malàisia, els Emirats Àrabs Units, el Pakistan, Oman i els Estats Units.
Sri Lanka'
Antigament produïa una collita d'uns setanta mil sacs de Coffea arabica força apreciada però una plaga agrícola va destruir els cafetars totalment, la qual cosa suposà substituir-los per plantacions de te.
Tailàndia
En produeix més de vuit-cents mil sacs de la varietat robusta. També s'hi conrea arabica al nord del país però en quantitats insignificants.
Vietnam
Aquest país es disputa el segon lloc en producció mundial de cafè juntament amb Colòmbia, tot i que n'és el primer productor pel que fa a la Coffea robusta. Les àrees cafeteres són Dac Lac, Dong Nai i Lam Dong a les terres centrals altes. Després de la guerra contra els Estats Units i de la desaparició de la Unió Soviètica, començà una gran escalada de producció de cafè que arribà al voltant dels dotze milions de sacs exportats l'any 2000.

## Composició química, farmacologia i ús medicinal
- Principis actius: Sals minerals: potassi, sodi, calci, magnesi. Àcids orgànics: cafeilquínics o clorogènics. També conté trigonelina, que es transforma en amida nicotínica durant el període de torrefacció. Cafeïna: 0,10 a 0,25 g/tassa, cafeona.

- Acció farmacològica:

La cafeïna és un estimulant del sistema nerviós central, en l'àmbit psíquic i neuromuscular. Les sals potàssiques li confereixen una acció diürètica, reforçada pels àcids clorogènics, responsables de l'activitat colerètica i expectorant. Augmenta la motilitat gàstrica i el peristaltisme intestinal. En aplicació tòpica és lipolític.
- Indicacions: Astènia psico-física, hipotensió arterial, bradicàrdia, discinèsies biliars, restrenyiment, bronquitis, intoxicació per opiàcies, depressió cardiorespiratòria.

Adipositats localitzades (cel·lulitis).
- Contraindicacions:

No associar a tranquil·litzants ni a altres estimulants: ginseng, eleuterococ, nou de cola, guaranà, herba mate, efedra, etc.
- Efectes secundaris: Insomni, nerviosisme, taquicàrdia, palpitacions. Pel seu contingut en alcaloides és aconsellable prendre'l de forma discontínua. L'ús prolongat produeix addicció.

- Precaució / Intoxicacions: És freqüent la inclusió de la cafeïna en formulacions antimigranya, en haver-se demostrat que augmenta l'efectivitat dels analgèsics. Per contra, en tractaments llargs pot produir cefalees com a efecte rebot, a més de crear dependència. En el procés de torrat del cafè es forma acrilamida com a resultat de les reaccions de Maillard. Aquestes reaccions químiques milloren l'olor, el gust i el color dels aliments, però comporten l'aparició d'acrilamida, que és un neurotòxic potencialment cancerigen que no existia en la llavor. Cal tenir en compte, però, que el nostre organisme està preparat per contrarestar-la, si la ingesta no és gaire gran. Es forma quan els aliments que contenen farines, sucres, midons o fècules estan en contacte amb proteïnes i es couen a més de 120 °C. El pa torrat en té, la majoria d'aliments fregits, a la planxa o a la brasa en tenen. Alguns aliments no torrats, com les olives negres, també en tenen. Totes les varietats de cafè torrat tenen acrilamides, però la quantitat es dispara en el cafè torrefacte, perquè s'hi incorpora sucre durant el procés de torrat.

En síntesi, convé tenir present que:
a. El cafè no produeix els mateixos efectes sobre diferents persones.
b. No s'ha d'abusar del cafè: en dosis excessives, el cafè enerva, produeix insomnis, vertígens, nàusees, tremolors, febre, cert estat ebri peculiar, alteracions de la vista i de l'oïda, a vegades somnolència, narcotisme i fins i tot deliri, i molts altres trastorns.
c. No han de consumir cafè els que saben que no els cau bé, especialment les persones molt nervioses, les predisposades a malallties nervioses o mentals, a l'epilèpsia o a l'histerisme, les de digestió difícil o dispèpsia, i les que estan predisposades a afeccions cardíaques o renals.
d. El cafè és perjudicial per als nens, a qui produeix càries, febres i úlceres.

### Ús medicinal
A més de les propietats estimulants i tòniques del cafè, ja esmentades, hi podem afegir les següents:
S'ha descobert que la pols de cafè ben molt és un dels millors antisèptics que es coneixen. Durant la gran guerra europea hom va curar ferides rebels i amb amenaça de convertir-se en gangrena cobrint-les amb aquesta pols.
Les propietats desinfectants del cafè van ser indicades per Weber observant que col·locant en una habitació cafè acabat de torrar, va desaparèixer l'olor d'un tros de carn en putrefacció, com també l'olor de l'amoníac, del sulfur d'hidrogen. També, barrejant-lo amb medicaments de sabor repugnant, en dissimula el mal gust.

## Consum del cafè

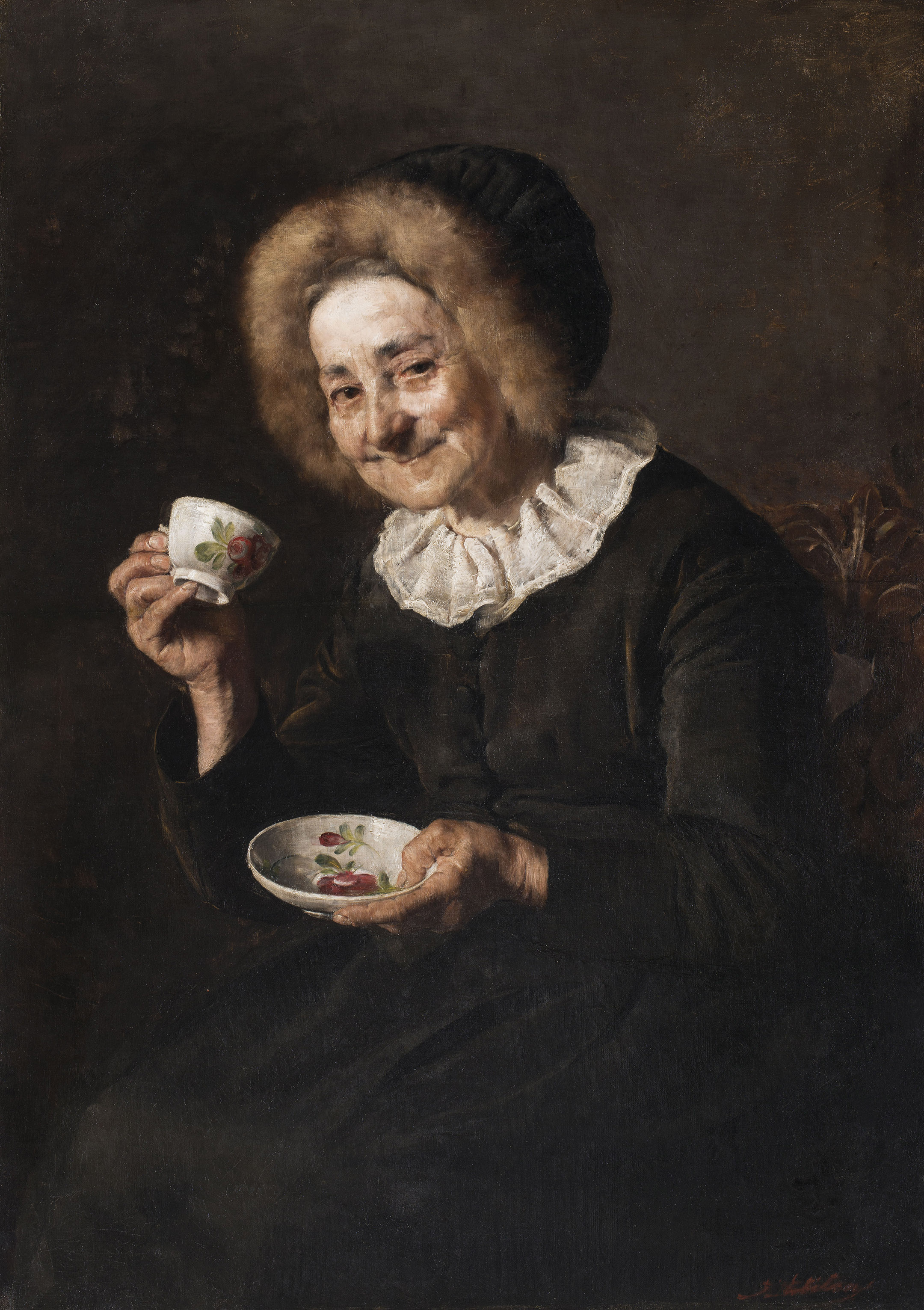
La bevedora de cafè, oli de l'any 1888 d'Ivana Kobilca al Museu Nacional de Ljubljana (Eslovènia).

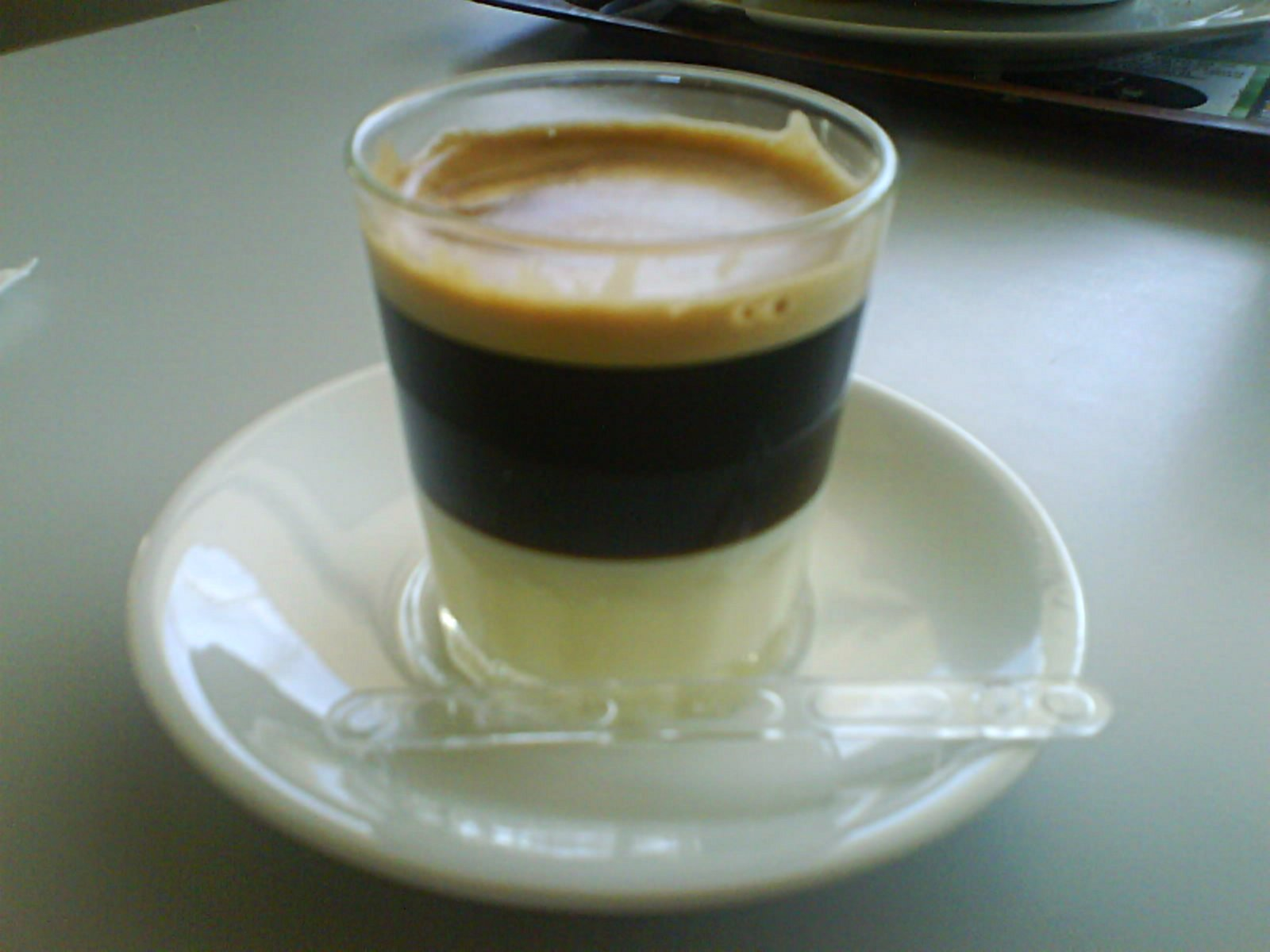
Cafè bombó

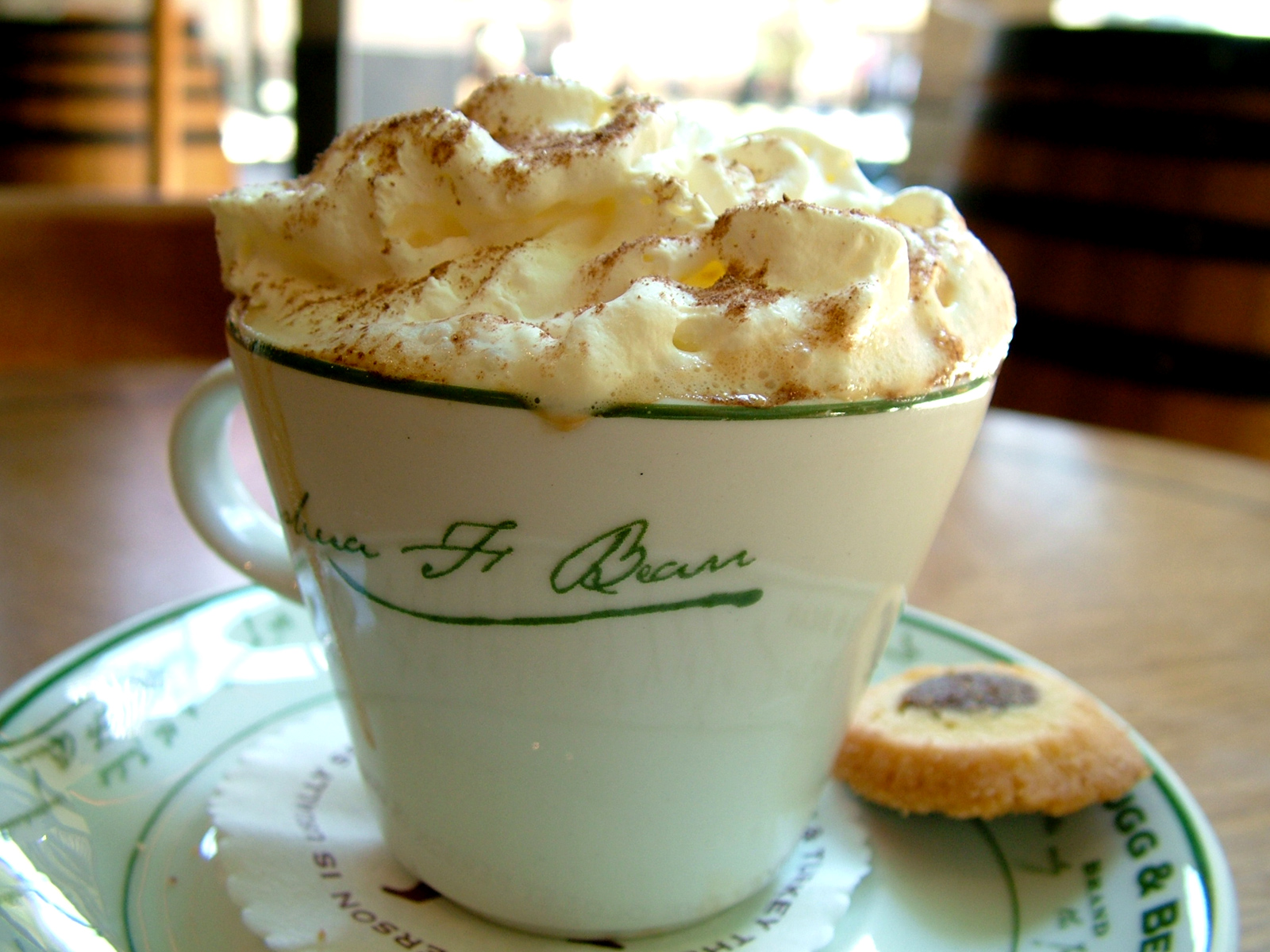
Cafè amb nata

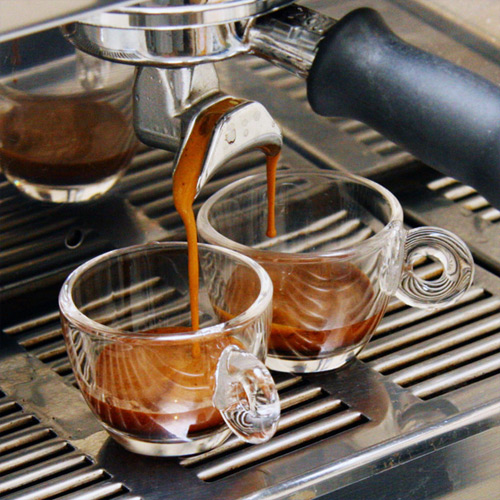
Cafè exprés amb escuma marró rogenca

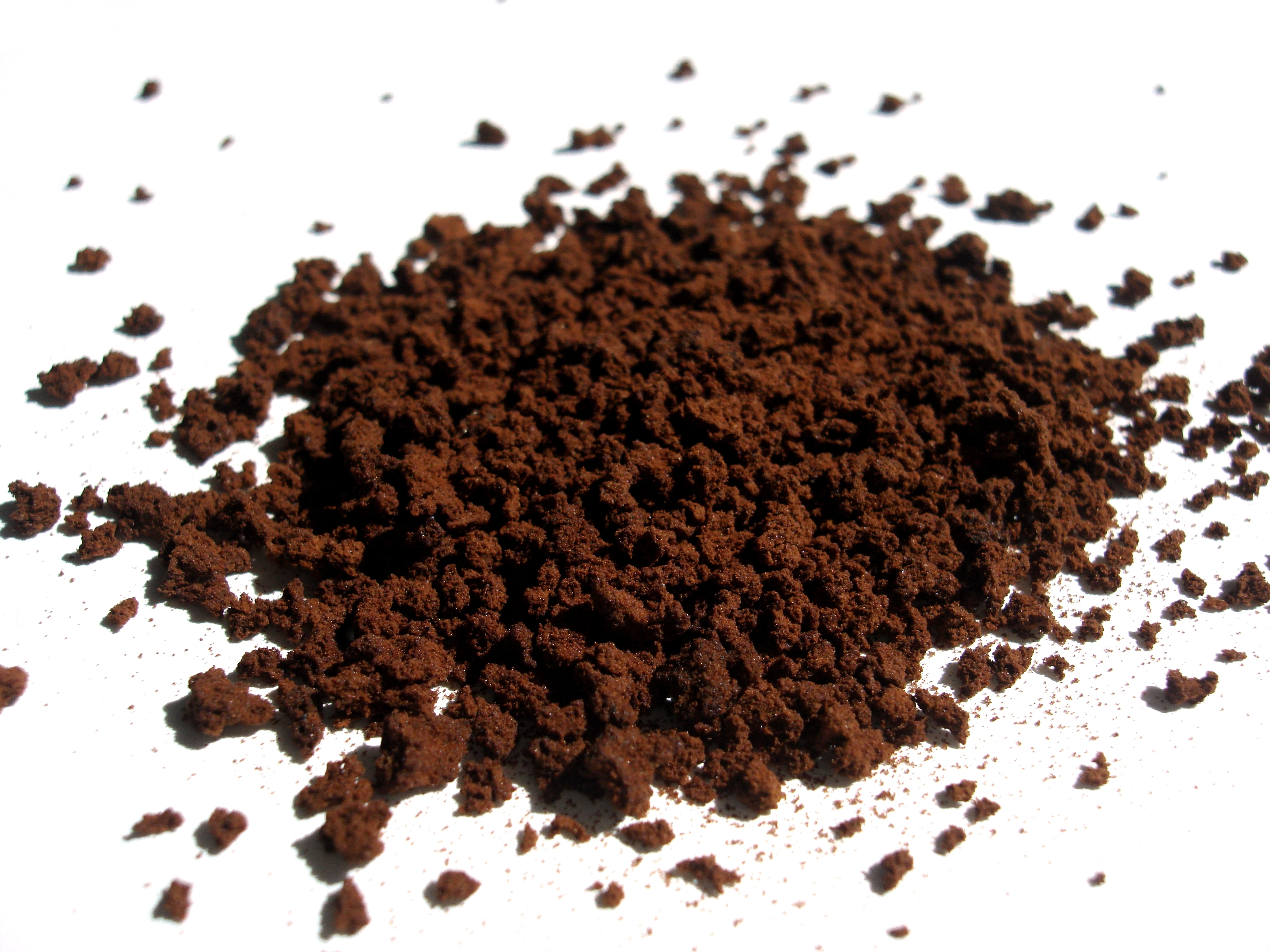
Cafè instantani

Amb la llavor torrada i molta del cafè s'elabora la infusió coneguda pel mateix nom i, per extensió, també designa el lloc on es consumeix aquesta beguda: cafè o cafeteria. A Espanya, Portugal, l'Argentina i Costa Rica és freqüent el consum de cafè torrefacte o torrat amb sucre. És costum de prendre'l com a desdejuni o després dels àpats, essent una de les begudes sense alcohol més socialitzades a molts països. També és molt comú beure cafè per despertar-se i sobretot en època d'exàmens per combatre els nervis. Existeixen quasi tantes formes de preparar la beguda com consumidors, però la més popular, a banda de prendre'l sol, és la de barrejar-lo amb llet (café amb llet o llet i cafè segons les zones). També s'hi pot afegir nata, llet condensada, xocolata o qualsevol licor o beguda alcohòlica consonant, com ara les cremes de whisky. Es pren habitualment calent però també es pot prendre fred o amb gel.

### Tipus de begudes amb cafè
La beguda s'obté per infusió del cafè molt en aigua calenta. Existeixen nombroses variants d'aquest mètode:
- Cafè exprés: aquest és el cafè que hom pot degustar en bars, restaurants, cafeteries i hostaleria en general. És el resultat de la infusió de 7 g de cafè correctament molt, a una pressió de 9 bars i una temperatura de l'aigua de 88 °C, durant 25 segons, per extreure'n 25 ml (inclosa la crema).
- Cafè d'èmbol: és la forma més còmoda de fer cafè a casa: es posa el cafè al recipient, s'hi afegeix aigua a punt de bullir, es posa el filtre del mateix diàmetre que la cafetera i es pressiona l'èmbol fins a la part inferior (on es diposita el marro) i, a sobre de l'èmbol, apareixerà la infusió, de cos suau i aromàtica.[116]
- Cafè de filtre: per fer aquesta infusió cal posar el cafè molt dins del filtre (normalment de paper i col·locat damunt del recipient que ens servirà de cafetera per servir-lo), s'aboca l'aigua calenta per damunt i aquesta baixarà, per la força de la gravetat, dins de la cafetera. És molt consumit als Estats Units i a l'Europa del Nord.[117]
- Cafè mocca: és una beguda aromàtica, amb poc cos i, normalment, el tipus de cafè que es troba a casa. Per fer-la es fa servir una cafetera (coneguda com a italiana), s'obre pel mig, s'hi posa aigua a la part inferior i el cafè molt al mig i, un cop fet, la infusió queda a la part superior de la cafetera.[118]
- Cafè descafeïnat: cafè al qual s'extreu un 97% de la cafeïna, sense fer variar les seves altres propietats. El procés de descafeïnament és força costós.
- Cafè turc: és una beguda poc aromàtica i amb un cos molt concentrat. Per fer-la cal posar el cafè juntament amb el sucre (negre de canya, si és possible) dins un pot metàl·lic amb aigua calenta i fer-la arribar tres cops a punt d'ebullició. Durant la darrera vegada es deixa bullir una estona i es remena de manera que faci força bromera. Se serveix sense colar per decantació i és aconsellable afegir-hi un raig d'aigua freda abans de servir-lo perquè realça l'aroma i ajuda a dipositar el marro al fons. Com el seu nom indica, és molt consumit a Turquia i països veïns.[117]
- Cafè instantani: El cafè instantani i soluble és el producte sec, en pols o granulat, que resulta de l'extracció del cafè torrat per mitjà d'aigua potable i que conté exclusivament els principis solubles, sàpids i aromàtics del cafè. Es pot dissoldre ràpidament en l'aigua calenta per a ser consumit. El cafè obtingut equival aproximadament a una tercera part del pes del cafè verd.
- Cafè amb llet.
- Cafè bedonya (cafè amb xocolata i llet condensada).
- Cafè àrab (fet amb aigua bullida, canyella, sucre i cardamom).
- Cafè bombó o biberó (cafè amb llet condensada típic del País Valencià).
- Cafè "frappé" (cafè soluble batut amb llet opcional i molt popular a Grècia).
- Cafè axocolatat (cafè i xocolata a parts iguals).
- Cafè caputxino (a Catalunya és cafè amb xocolata i nata, diferent del capuccino italià)
- Cafè suís (cafè amb llet cobert de nata muntada)
- Cafè al pebre (es fa un exprés d'uns 35 ml, es posa dins una copa de vermut i s'empolvora per damunt amb una miqueta de pebre negre acabat de moldre).
- Cafè tallat (cafè amb llet, però menys llet que cafè, servit en un got petit)
- Cafè maroccino (en un got de cafè tallat es posen els següents ingredients en capes de baix a dalt: cacau en pols al fons, després mig cafè exprés, crema o escuma de llet muntada, cacau en pols, l'altra meitat del cafè exprés anterior i, per damunt, més crema de llet i, per acabar, més cacau en pols com a decoració).
- Cafè vienès: cafè recobert amb una capa de nata molt espessa i adornat amb xocolata en pols o encenalls de xocolata.[119]
- Barraquito: cafè tallat llarg amb llet, llet condensada, canyella, un tros de llimó i un poquet de licor.
- Biberó de Milà: cafè mesclat amb llet condensada, rovell d'ou, vermut, un tall de llimona i canyella, servit amb gel granissat.
- Cafè amb xocolata al perfum de taronja: cafè llarg, nata muntada, ratlladures de taronja, xocolata desfeta, 1 pessic de canyella i Cointreau.
- Cafè irlandès: cafè exprés, whisky irlandès, sucre i crema de nata espessa i freda.
- Cafè moretta: cafè exprés, Mistra Varnelli, rom negre, brandi i sucre. Es posen tots els ingredients dins una coctelera, s'escalfa fins al punt d'ebullició amb el vaporitzador de la cafetera i se serveix amb una pela de llimona com a decoració al cantell de la copa.
- Cafè rus: cafè amb vodka i nata.
- Cigaló: beguda calenta a base de cafè i licor, especialment conyac o anís.[120]
  - Un perfumat és un cafè amb unes gotes de licor. Una mena de cigaló suau.[121]
- Còctel de cafè amb taronja: cafè llarg, nata muntada, sucre de llustre, ratlladures de taronja, gallons de taronja sense pell i licor de taronja Grand Marnier.
- Còctel de punt de neu: cafè exprés, cafè descafeïnat soluble, mel, sucre, clara d'ou, neules i rom.
- Combinat de mitja tarda: cafè exprés, pela de llimona, sucre, canyella, crema de llet, glaçons, rom i licor de cafè.
- Cremat: beguda feta a base de rom o un altre aiguardent, cafè, llimona, sucre, etc., que abans de beure-se-la es fa flamejar una estona fins a la combustió gairebé total de l'alcohol.
- Granissat de cafè: cafè descafeïnat soluble, aigua mineral, sucre fi de llustre, canyella en pols i licor de cafè.
- Blanc i negre: granissat de cafè amb llet merengada
- Licor de cafè: cafè exprés, aigua mineral, sucre fi de llustre, canyella i aiguardent.[122]
- Café-licor: beguda alcohòlica a base de cafè, que es pot prendre sol o amb orxata, granissat, etc.
- Batut de cafè: cafè barrejat i batut amb una bola de gelat.
- Cafè amb gel: cafè sol servit calent amb glaçons.

### Ús gastronòmic del cafè
El cafè té un ús destacat en la cuina quotidiana, no sols en l'elaboració de postres (a tall d'exemple: flam amb descafeïnat soluble, plàtans calents amb salsa de cafè, crema de formatge i cafè, mató al cafè, pa de pessic emborratxat de cafè, crema catalana de cafè, flam de caqui al gust de cafè, bavaresa de cafè, etc.) sinó també com a ingredient de primers (com ara l'amanida de formatge fresc amb salsa de cafè o els espaguetis descafeïnats gratinats) i segons plats (fricandó de llom al cafè descafeïnat, rap amb salsa de carxofa i cafè, etc.).

## Envasament, emmagatzematge i conservació

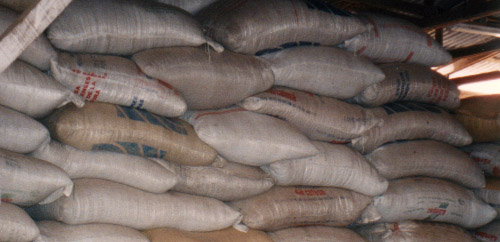
Cafè verd envasat en sacs

És molt important el sistema d'envasat per conservar totes les qualitats del cafè (des que entra al magatzem fins que arriba al consumidor passant pel procés d'elaboració), ja que un envàs inadequat pot malmetre el producte. Un bon sistema d'envasat ha de tindre en compte dos factors: en primer lloc i un cop torrat el cafè, els olis que formen part de la infusió (cafeol) queden exposats a l'oxigen de l'atmosfera i això comporta la consegüent oxidació. En segon lloc, i durant la torrefacció, el gra s'expandeix i crea microcavitats al seu interior, fet que facilita la pèrdua del diòxid de carboni i, també, de l'aroma. Pel que fa a aquest darrer apartat, es calcula que el cafè en gra durant quinze dies perd el diòxid de carboni. Si és molt, la pèrdua serà molt més ràpida (gairebé la meitat) i després acabarà per perdre'n la resta atès que la superfície en exposició és molt més gran

### Tipus d'envàs i materials
Pel que fa als cafès d'alta qualitat, hi ha l'envàs pressuritzat que consisteix en un recipient de PET (tereftalat de polietilè) tapat amb tapa i vàlvula que no permet l'entrada d'aire extern una vegada tancat.
Pel que fa als cafès de gran consum, s'empra una bossa confeccionada amb un complex de tres materials: el polièster exterior per a aïllar, l'alumini al mig per a conservar i el polipropilè a l'interior per soldar la bossa.
Aquests dos sistemes porten una injecció de nitrogen o gas inert al moment d'envasar el cafè per expulsar-ne l'oxigen que podria quedar a l'interior de l'envàs. Amb aquests tipus d'envasatge es pot garantir la conservació del producte durant un any sencer, tot i que no és recomanable utilitzar cafès frescos que no superin els tres mesos de torrat.
Respecte als cafès al detall, també es pot emprar una bossa d'alumini interior amb kraff exterior, atès que la seva funció tan sols és de transport fins al domicili del comprador. No s'hi poden utilitzar materials porosos perquè absorbirien la major part dels olis del cafè (molt importants a l'hora de la preparació, sobretot per a la crema de l'exprés).

### Procediment
En aquest tram del procés s'utilitza maquinària automàtica: un cop torrat el cafè, s'emmagatzema en sitges perquè expulsi la calor del torrat. Tot seguit s'envasa automàticament i, un cop a casa del consumidor, s'ha de guardar en un lloc sec, fresc, fosc i preservat de la llum forta.